# Forteresse aldobrandesque (Castell'Azzara)
La Forteresse aldobrandesque (en italien ; Rocca aldobradesca) est un château médiéval situé dans la commune de Castell'Azzara (province de Grosseto), en Toscane,.

## Histoire
La forteresse aldobrandesque a été construite par les Aldobrandeschi au début du XIIIe siècle, à l'endroit où se dressaient des bâtiments d'une époque antérieure. Pour sa construction, en 1212 il y eut même une dispute autour du jeu de zara (dés) entre les membres de la famille, pour décider qui devait financer les travaux. Cet événement donna au lieu la dénomination de Castell'Azzara.
Hormis un transfert temporaire de propriété à la famille Baschi d'Orvieto à la fin du XIIIe siècle, la fortification fut une possession presque ininterrompue des Aldobrandeschi jusqu'en 1439, année où elle fut héritée par la famille Sforza, avec l'ensemble du comté de Santa Fiora, à la suite du mariage entre Cecilia Aldobrandeschi (it) et Bosio I Sforza (it).
Au XVIIe siècle, la chute politique du comté des Sforza et l'annexion consécutive de Castell'Azzara au Grand-Duché de Toscane ont conduit à la vente de la forteresse à des particuliers qui l'ont ensuite divisée en plusieurs unités d'habitation.

## Description
La forteresse est située au sommet de Castell'Azzara, en face de l'église de San Nicola ; il est en partie modifié par rapport à son aspect médiéval d'origine, en raison de la subdivision en plusieurs unités et de l'incorporation dans d'autres bâtiments du côté oriental de ses murs.
Le complexe se compose d'un manoir, disposé sur trois niveaux avec des structures de maçonnerie en blocs de pierre, qui s'articule autour de la Torre del'Orologio caractéristique, située dans une position angulaire.
La tour, qui surplombe la place de l'église dépasse légèrement la hauteur de l'édifice. Les structures murales, en pierre de taille, se terminent au sommet par un cordon sommital, sur lequel repose une série de corbeaux triangulaires. Dans la partie supérieure de la tour, il y a 4 horloges de l'époque moderne (une de chaque côté).

## Galerie

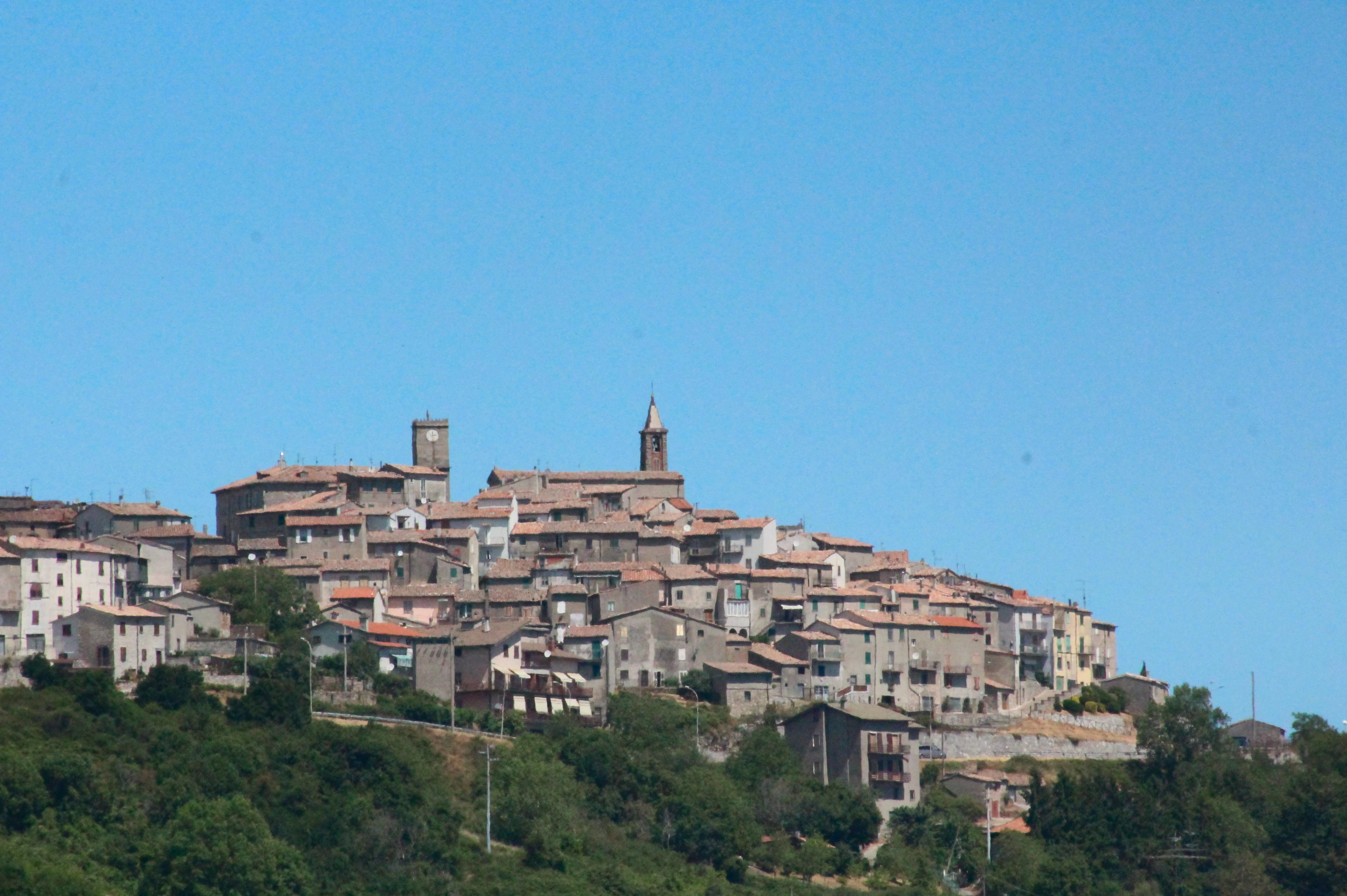
Castell'Azzara
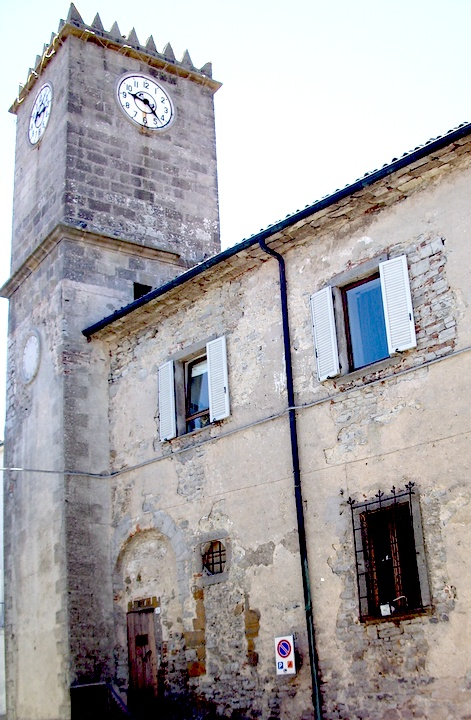
Torre dell'Orologio
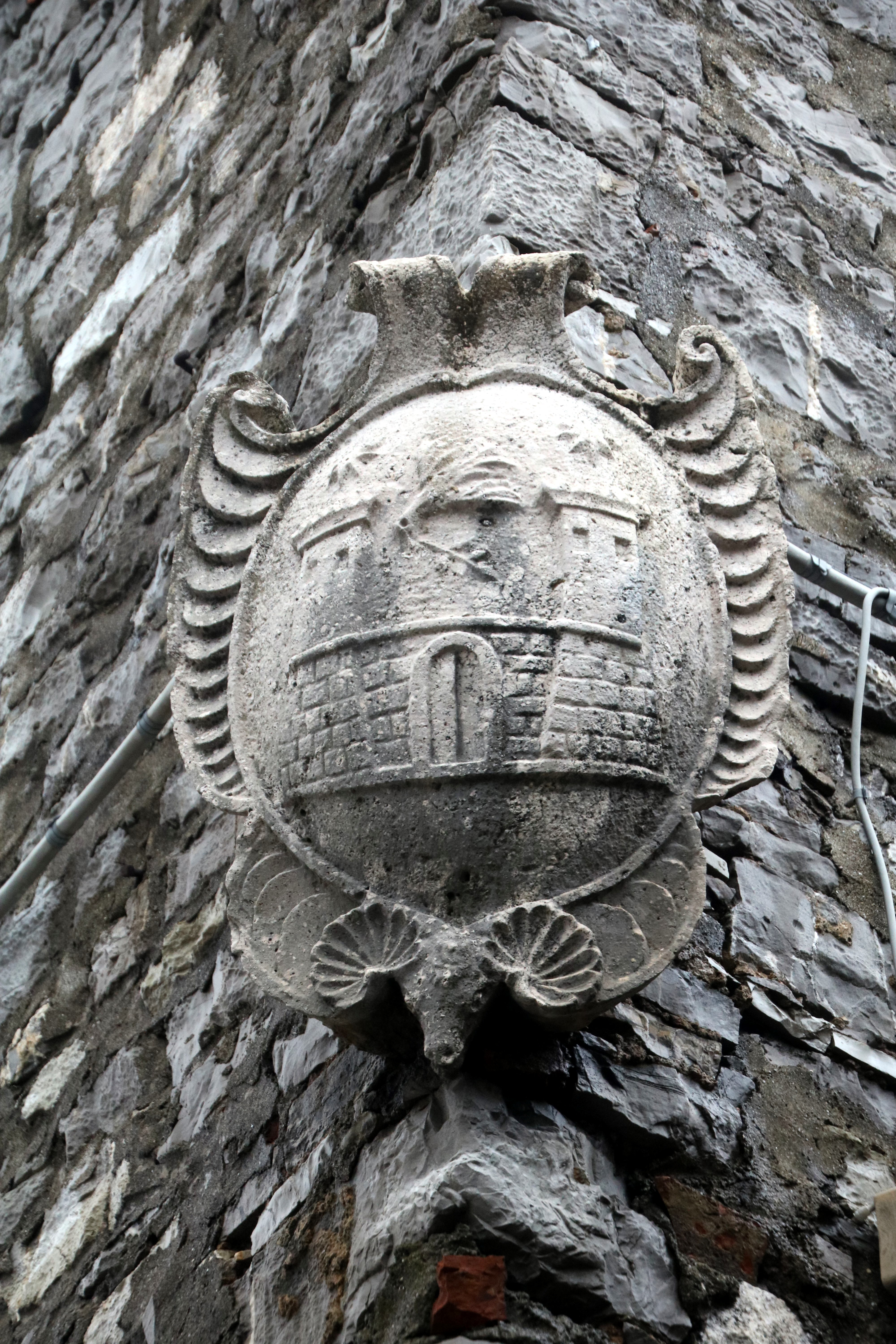
Blason